# 阿尔伯特学院
阿尔伯特学院是一所男女同校的独立寄宿和走读学校，位于加拿大安大略省贝尔维尔。它是加拿大最古老的男女混合寄宿独立学校，也是贝尔维尔唯一的私立寄宿学校。阿尔伯特学院目前有来自 20 多个国家的约 300 名学生。学校设有早期小学学习中心（学前班）、小学（幼儿园至六年级）、初中（7 至 8 年级）和高中（9 至 12 年级）。
寄宿生分为三个宿舍： 贝克楼（Baker House）供 7 至 9 年级学生居住；格雷厄姆厅（Graham Hall）供 10、11 和 12 年级学生居住；维多利亚庄园（Victoria Manor）供 7 至 12 年级学生居住。阿尔伯特学院也是一所面向当地学生的走读学校，学生主要来自贝尔维尔 (Belleville) 以及附近的皮克顿 (Picton)、纳帕尼 (Napanee) 和金斯敦 (Kingston)社区。学生每天乘坐校车或开车上学，晚上回家。艾伯特学院的设施包括一个小教堂、一个餐厅、几个艺术教室和一个科学楼。艾伯特学院提供广泛的联合课程、专业艺术课程，并为英语作为第二语言（ESL）的一年级学生开设了英语基础年课程。此外，阿尔伯特学院还在每年的暑期学校计划中提供 ESL 课程。阿尔伯特学院提供校队和校内体育活动，包括游泳、长曲棍球、橄榄球、篮球、足球等。

## 历史

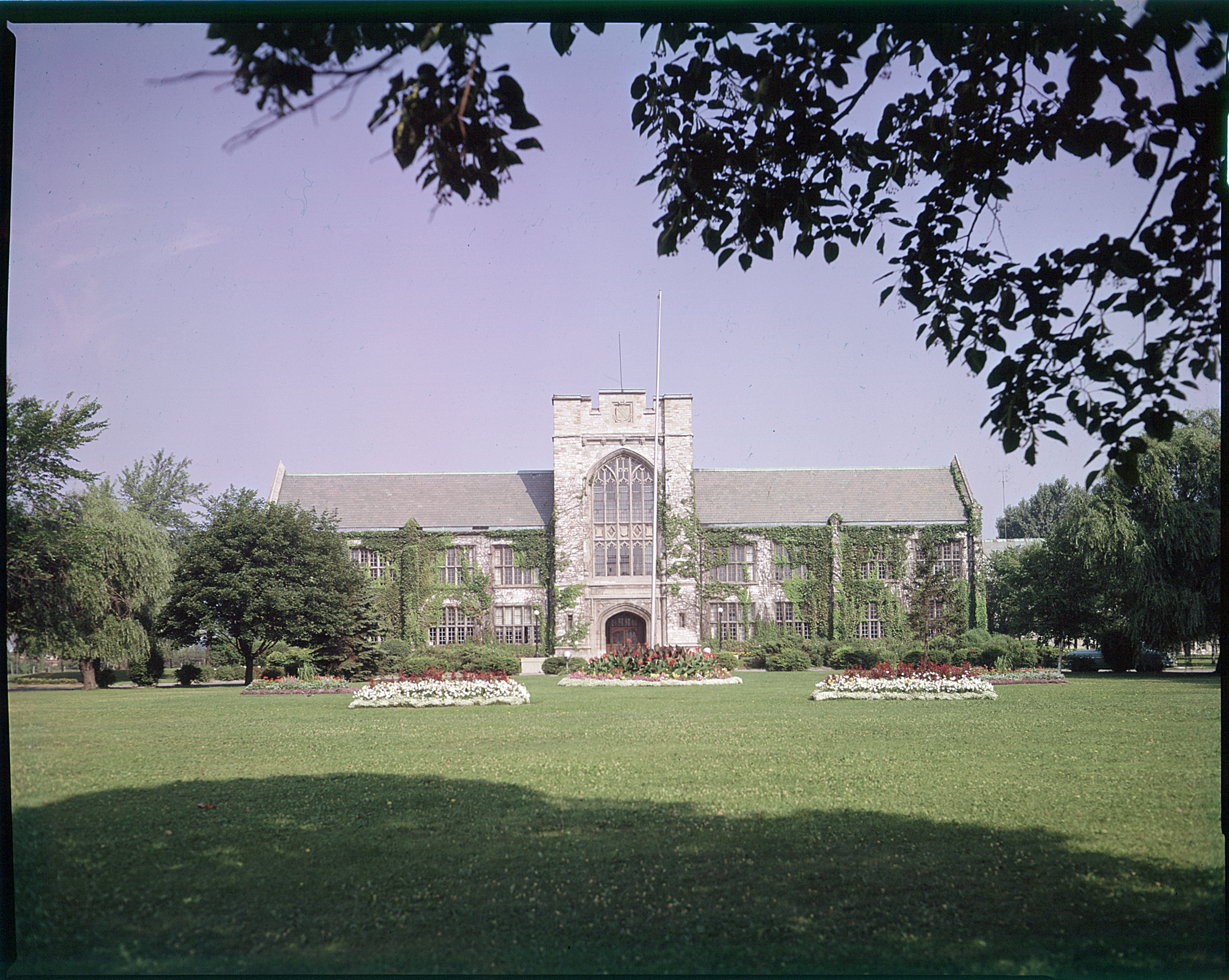
阿尔伯特学院，1959 年

阿尔伯特学院于 1857 年由卫理公会圣公会建立，当时被命名为贝尔维尔神学院。由于其良好的学术成绩，阿尔伯特学院于 1866 年获得大学办学资格，并更名为阿尔伯特大学，以纪念维多利亚女王的配偶阿尔伯特亲王。阿尔伯特大学是多伦多大学的附属大学。 1884年卫理公会并入加拿大卫理公会后，学校与维多利亚学院（现在的多伦多大学）联合。当时，学校停止提供大学学分与课程，成为一所高中。
1857 年，最初的学院位于贝尔维尔市现在的学院东街。当时的设计可容纳 150 名居民，教室可容纳 400 名学生。1917 年春，部分校舍被大火烧毁。现在的邓达斯西街校址于 1923 年动工，新学校于 1926 年开学，隶属于加拿大联合教会。阿尔伯特学院搬迁后，只招收男生。1934 年，学校再次招收女生。
1980 年，学校再次遭遇火灾。这次火灾发生在主校区附近的维多利亚庄园。火灾造成的损失主要局限于当时维多利亚庄园两栋建筑中较旧的一栋。没有造成严重的人员伤亡。
公民和文化部安大略遗产基金会在贝尔维尔北公园街 16 号的学院山联合教堂竖立了一块牌匾：
|  | 阿尔伯特学院 1854 年，卫理公会认识到需要加强对神职人员的培训，于是开始在此地建造一所神学院。设计可容纳 150 名居民，教室可容纳 400 名学生。贝尔维尔神学院于 1857 年 7 月开学。在校长阿尔伯特-卡曼（Albert Carman）牧师的得力领导下，学校蓬勃发展，培养出了多名杰出的毕业生。1866 年，学校改名为阿尔伯特学院，成为多伦多大学的附属学院，五年后成为一所独立的学位授予机构。1884 年，位于科堡的维多利亚学院被选为新成立的卫理公会的正式大学，艾伯特学院也随之成为一所私立学院。艾伯特学院于 1926 年迁至俯瞰昆特湾的现址，至今仍是一所杰出的学校。 |

阿尔伯特学院的教堂内设有多扇彩色玻璃窗，其中包括罗伯特·麦考斯兰有限公司 (Robert McCausland Limited) 设计的三灯窗。